# Чернігівський (Кугарчинський район)
Черні́гівський (рос. Черниговский, башк. Черниговка) — хутір у складі Кугарчинського району Башкортостану, Росія. Входить до складу Тляумбетовської сільської ради.
Населення — 61 особа (2010; 66 в 2002).
Національний склад:
- башкири — 74%